# Eva – den utstötta
Eva – den utstötta är en svensk dramafilm från 1969 i regi av Torgny Wickman.

## Handling
Eva Blom, 14 år, skämmer ut sina fosterföräldrar i småstaden. Hon blottar sig för en uteliggare och polisanmäls. Det visar sig att Eva haft sex med olika män i utbyte mot en smula vänlighet och en chokladkaka. Vid otuktsrättegången får hon kämpa mot stadens kommunalpamp, som också utnyttjat flickan.

## Om filmen
Filmen premiärvisades den 8 september 1969. Stockholmspremiär den 23 mars 1970 på biograferna Sergelteatern, Draken och Göta Lejon. Inspelningen av filmen skedde med ateljéfilmning vid Movie Art of Europe studio i Nacka med exteriörer från bland annat Vaxholm och Farsta Gård i Södermanland av Max Wilén. Filmen producerades även i en påklädd version för katolska länder. Göran Carmback var filmens ljudtekniker.

## Rollista i urval
| Solveig Andersson     | – Eva Blom                                        |
| Hans Wahlgren         | – Lennart Swenningson, journalist vid Landsposten |
| Barbro Hiort af Ornäs | – Jenny Berggren, psykiater                       |
| Einar Axelsson        | – chefredaktören på Landsposten                   |
| Jan Erik Lindqvist    | – poliskommissarien                               |
| Segol Mann            | – kyrkoherden                                     |
| Göthe Grefbo          | – Gustaf Bolinder, kommunalpamp                   |
| Maud Hyttenberg       | – fru Bolinder                                    |
| Börje Nyberg          | – herr Somelius                                   |
| Caroline Christensen  | – fru Somelius                                    |
| Conny Ling            | – Kenneth Somelius                                |
| Siw Mattson           | – Maria Swenningson, Lennarts fru                 |
| Arne Ragneborn        | – Karlsson, kallad Järla-Bana                     |
| Dennis Dahlsten       | – Lundgren vid järnvägen                          |
| Inger Sundh           | – Berit Svensson, skolflicka                      |
| Karin Miller          | – fru Svensson, Berits mor                        |
| Chris Wahlström       | – skolbespisningens föreståndarinna               |
| Leif Liljeroth        | – Lind, försvarsadvokat                           |
| Verner Edberg         | – Lars Levin, träsnidare                          |
| Birgitta Isberg       | – fru Levin                                       |
| Lars Lennartsson      | – domaren                                         |
| Thomas Ungewitter     | – Såg-Kalle                                       |
| Berit Hinderson       | – innehavarinnan av souvenirbutiken               |
| Hanny Schedin         | – Alma Fredriksson, Evas fostermor                |

### Okrediterade
| Arthur Fischer     | – Peter Fredriksson, Evas fosterfar    |
| Jan-Olof Rydqvist  | – Johnny Blomgren, diversearbetare     |
| Curt Ericson       | – Almgren, tvättföreståndare           |
| Ewa Colliander     | – Ann-Sofi Somelius, Kenneths syster   |
| Camilla Stærn      | – varuhusbiträdet                      |
| Fredrik Wickman    | – Fredrik Somelius, Kenneths lillebror |
| Charlie Elvegård   | – konstapeln på polisstationen         |
| Evert Granholm     | – tingsvaktmästaren                    |
| Lillemor Biörnstad | – biträde på skolbespisningen          |
| Gösta Krantz       | – stationsskrivaren                    |
| Bert-Åke Varg      | – stinsen                              |
| Anne-Marie Machnow | – flicka på diskoteket                 |
| Marie Liljedahl    | – flicka på partyt                     |
| Agneta Ehrensvärd  | – Agneta, skolflicka                   |
| Lickå Sjöman       | – Karin, skolflicka                    |
| Lennart Lindberg   | – dubbningsröst (dubbar Åke Nordwall)  |
| Sture Ström        | – dubbningsröst (dubbar Rogert Hägg)   |

## Musik i filmen
- In a Persian Market, kompositör Albert W. Ketèlbey, framförs nynnande
- Pagan Love Song (Söderhavets sång), kompositör Nacio Herb Brown, engelsk text Arthur Freed, framförs nynnande
- Naturbarn, kompositör och text Povel Ramel, framförs nynnande
- Lotta min vän (Känner du Lotta min vän)
- Water Music, kompositör Georg Friedrich Händel, instrumental.
- Nearer, My God, to Thee (Närmare, Gud, till dig), kompositör Lowell Mason, engelsk text Sarah Flower Adams svensk text Emanuel Linderholm

## DVD
Filmen gavs ut på DVD 2007 (Klubb Super 8 Video).